# صها
صنایع هواپیمایی ایران (با نام اختصاری صها؛ به انگلیسی: Iran Aircraft Industries یا IACI) در سال ۱۳۴۰ با هدف انجام تعمیرات اساسی جنگنده‌ها، هواپیماهای مسافربری و ارائه خدمات پشتیبانی هوایی تأسیس شد. این مجموعه در طول فعالیت خود، به یکی از نهادهای مؤثر در حوزه صنایع هوایی ایران تبدیل شده‌است.
از سال ۱۳۷۷، مهندسان و کارشناسان ایرانی در این مجموعه، فعالیت‌هایی در زمینه طراحی، مهندسی و تولید بخش‌هایی از موتورهای هواپیما، اجزای بدنه و همچنین توسعه موتورهای توربوفن و توربوجت آغاز کردند. از جمله این محصولات می‌توان به موتور توربوجت طلوع-۴ اشاره کرد. همچنین، این مجموعه در زمینه توسعه و بازسازی موتور TV-3، متعلق به هواپیمای ایران-۱۴۰، فعالیت‌هایی انجام داده‌است. همکاری با نیروی هوایی ارتش جمهوری اسلامی ایران (نهاجا) نیز از جمله بخش‌های مؤثر در اجرای پروژه‌های این سازمان به‌شمار می‌رود.

## فعالیت‌ها
تولید انبوه موتور طلوع-۴
بومی‌سازی موتور هواپیمای مسافربری ام‌دی-۸۰
قابلیت تعمیر انواع هواگرد
بومی‌سازی انواع موتورهای هواگرد
برخورداری از خطوط تعمیر برای انواع موتور